# Leonard Marcin Świejkowski
Leonard Marcin Świeykowski (Swieykowski) herbu Trzaska (1721–1793) – wojewoda podolski 1790–1793, kasztelan kamieniecki 1782–1790, sędzia bracławski 1772, marszałek Trybunału Koronnego 1782–1783, starosta winnicki, konsyliarz konfederacji generalnej koronnej w  konfederacji targowickiej, delegowany z Senatu do sądów ultimae instantiae konfederacji targowickiej w 1792 roku, marszałek i deputat województwa bracławskiego na Trybunału Głównego Koronnego w Piotrkowie w 1782 roku.

## Życiorys
Był członkiem konfederacji Czartoryskich w 1764 roku i posłem na sejm konwokacyjny (1764) z województwa bracławskiego. Był członkiem konfederacji Sejmu Czteroletniego.
Figurował na liście posłów i senatorów posła rosyjskiego Jakowa Bułhakowa w 1792 roku, która zawierała zestawienie osób, na które Rosjanie mogą liczyć przy rekonfederacji i obaleniu dzieła 3 maja.
W 1784 odznaczony Orderem Orła Białego, w 1781 kawaler Orderu Świętego Stanisława.